# Venetiaans Links
Venetiaans Links (Italiaans: Sinistra Veneta) is een communistische partij in Veneto. De partij is in maart 2015 opgericht door Pietrangelo Pettenò, een lid van de Regionale Raad van Veneto. Het is een onderdeel van de Heropgerichte Communistische Partij.